# KOSHINOコーポレーション
株式会社KOSHINOコーポレーションは、不動産の賃貸・仲介・管理・サブリース・リーシングなどを主軸とし、関連企業において、農業支援（水耕栽培）、環境開発事業・イベント企画、運営事業などを行う会社である。2009年（平成21年）5月現在、堺営業所（堺市）・神戸営業所（神戸市中央区）の2箇所の営業所が置かれている。

## 大阪本社
大阪府大阪市北区南扇町2-1 南扇町オーパスビル 1F
【交通】大阪市高速電気軌道 堺筋線・谷町線南森町駅 徒歩6分
大阪市北区に所在する堀川戎神社の北西にある営業所で、周辺には、関西テレビ電気専門学校を始めとする専門学校が多数ある。

## 関連企業
- 株式会社アップフィールド
- 株式会社EARTH

など